# Morten Arnfred
Morten Arnfred (født 2. august 1945 på Frederiksberg) er en dansk filminstruktør, filmfotograf, klipper og underviser.
Morten Arnfred debuterede i 1976 som spillefilmsinstruktør og lavede i 1978 ungdomsfilmen Mig og Charly. Han var desuden medinstruktør på tv-serien Riget (1994) og Riget II (1997) sammen med Lars von Trier og har siden været medforfatter og instruktør på flere danske tv-serier som TAXA, Hotellet, Anna Pihl, Forbrydelsen og Broen.

## Filmografi
- Måske ku' vi (1976)
- Mig og Charly (1978)
- Johnny Larsen (1979)
- Byen med de mange tage (1981)
- Hjemlig hygge (1982)
- Der er et yndigt land (1983)
- Himmel og helvede (1988)
- Den russiske sangerinde (1993)
- Spor i mørket (1997)
- Olsen-bandens sidste stik (1998) (stand-in for Tom Hedegaard, som døde)
- Lykkevej (2003)
- Den store dag (2005)